# トゥアレグ
トゥアレグ (Tuareg) またはトゥアレグ族は、ベルベル人系の遊牧民。アフリカ大陸サハラ砂漠西部（アザワド）が活動の範囲である。自身では「ケル・タマシェク（Kel Tamasheq）」（タマシェク語を話す人々）と呼ぶ。

## 歴史

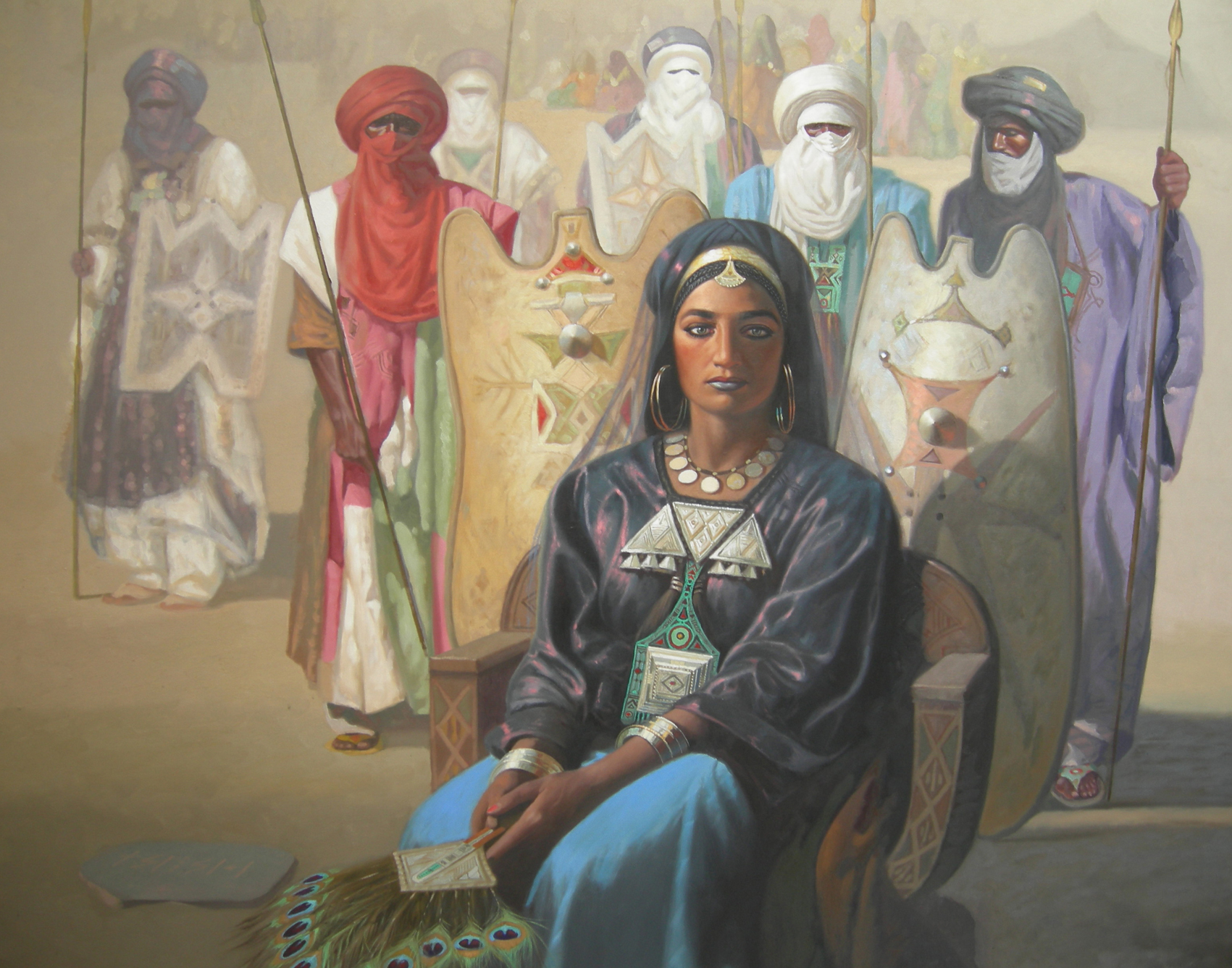
伝説に基づき描かれたティン・ヒナンと、彼女に付き従う戦士たち

伝承によれば、4世紀ごろ、サハラ北部のモロッコあたりに居住していたティン・ヒナンというベルベル人の王族の女性がおり、彼女はサハラ砂漠西部に居を移した。その彼女に付き従った召使いの中に、タカマットという女性がおり、このティン・ヒナンの1人の娘と、タカマットの2人の娘たちが、トゥアレグの祖となったという。ホガール山地に、ティン・ヒナンのものと伝わる墓がある。
中世にはサハラ交易を支えた。しばしば隊商を襲撃したことから好戦的民族として恐れられた。フランスによる北アフリカ地域の植民地化に頑強に抵抗し、第一次世界大戦では同盟側に呼応して1915年から1917年にかけてニジェールを中心に武装闘争を起こすカオセンの反乱が、徹底的に弾圧された。
アフリカの年などにより北アフリカの旧植民地が分割独立した結果トゥアレグは4か国に分断されてしまい、境遇を同じくする土着アラブ人のモールと呼応する形でアドラールを中心に第1次トゥアレグ抵抗運動 (1962年-1964年)が発生した。弾圧を逃れた多くのトゥアレグが難民と化してリビアに流入した。
1984年、サヘル地域に過去最悪と言われる干魃が発生し国際社会が援助活動を行ったが、ニジェールとマリの中央政府が支援物資の横流しを行った事が問題となった。また、1988年にリビアとチャドの和平が成立した事で、第1次トゥアレグ抵抗運動以来リビアに逃れていたトゥアレグ難民がニジェールやマリに帰還した。1990年にトゥアレグ抵抗運動 (1990年-1995年)が発生した。特に1992年頃から、ニジェール北部を中心に反政府武装闘争の活動が活発化、外国人観光客を襲撃するなどの武装闘争を展開した。ただし、大規模な拡大には至らず政府と和平協定を締結。2002年には武装解除されたと伝えられた。
マリのトゥアレグ抵抗運動は北部独立運動へと発展しつつあり、それに呼応して長期化したトラオレ軍事政権に反発するデモが頻発した。アルファ・ウマル・コナレら軍内部の勢力がトゥアレグに呼応する形で1991年にクーデタを起こし、トラオレ政権は崩壊した。その後1992年に北部平和のための国民的条約が締結され、マリの分裂は回避された。しかし、終戦後も軍部による反乱トゥアレグへの弾圧は続き、約16万人のトゥアレグ・モール住人が国外へ逃れた。
2007年、再び武装闘争を再開し（トゥアレグ抵抗運動 (2007年-2009年)）、活動範囲はニジェールだけでは無く、マリ共和国、チャド、モーリタニアにまで及んでいる。

### マリ北部紛争
2011年リビア内戦に参加し軍事力を蓄え、2012年1月に開始した独立紛争はマリ軍事クーデターを引き起こした。4月6日にマリにおける北部支配地域アザワドの独立を宣言。

## 分布

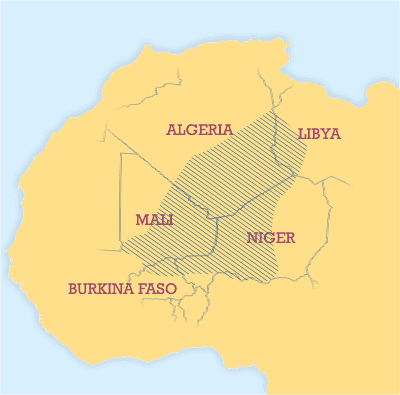
トゥアレグ族の分布域

現在では、トゥアレグ族は主にアルジェリア、マリ、ニジェール、リビアなどのサヘル地域に分断されて分布しており、その数は100万から350万人の間といわれる。

## 言語
使用する言語はトゥアレグ語である。タマシェク語は独自の表音文字（ティフィナグ文字）を持っている。

## 文化と風習

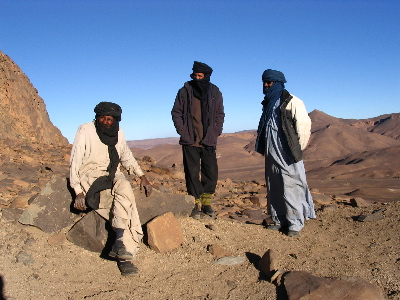
トゥアレグ族の衣装

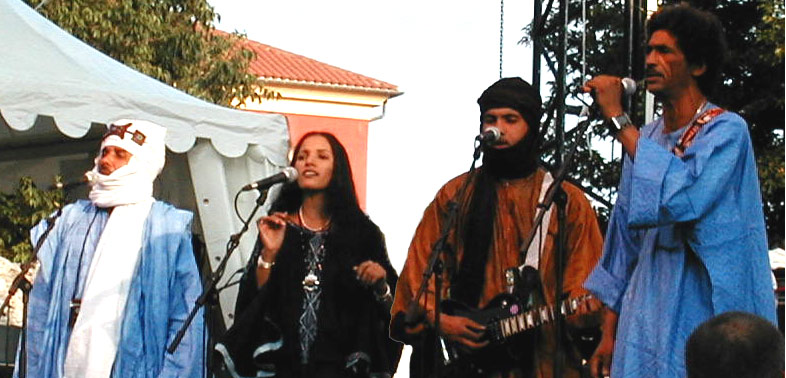
フランスのニースで開かれたジャズ祭にて、歌を披露するティナリウェン

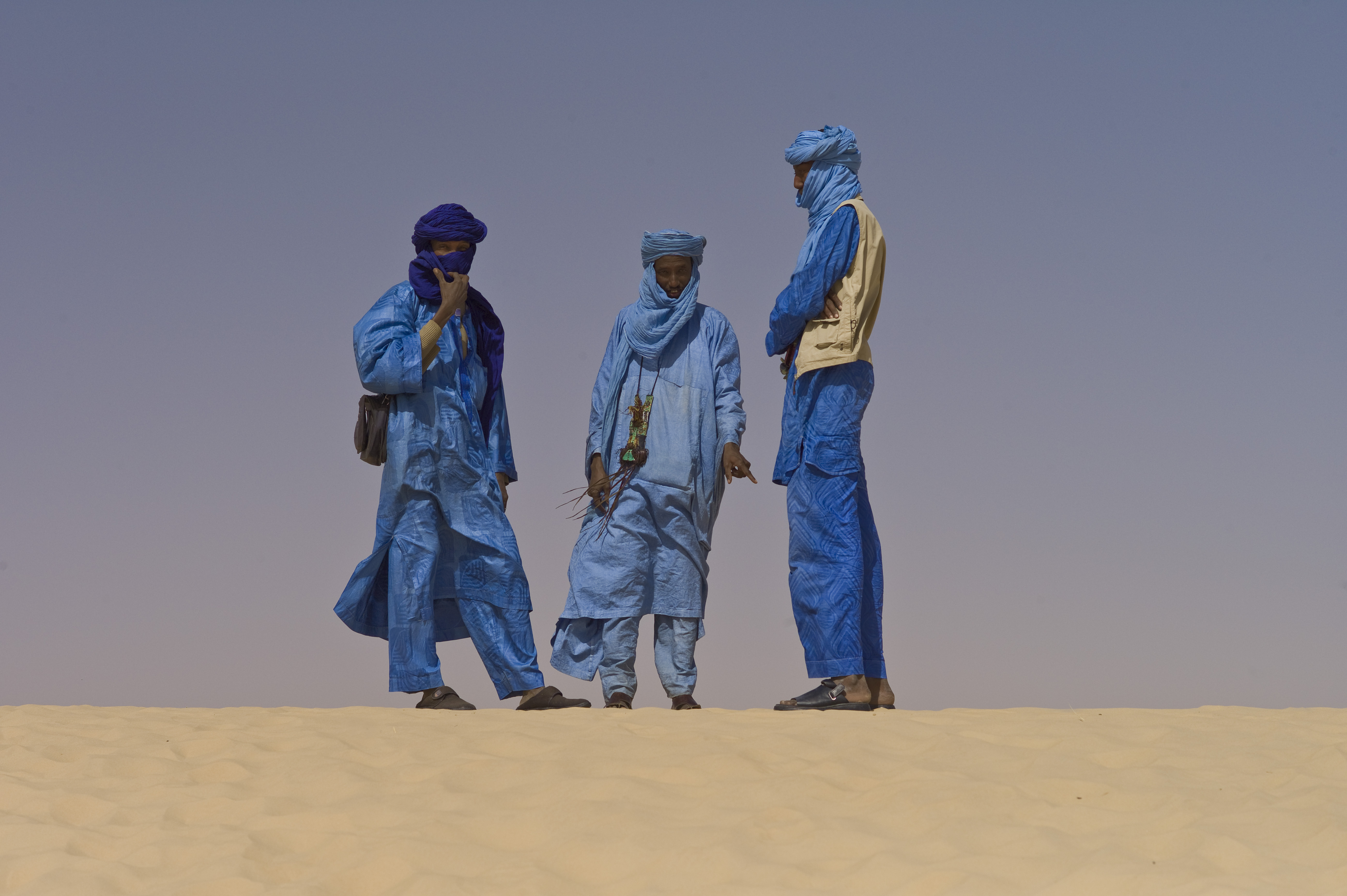
伝統の青い衣装を身に着けたトゥアレグの男たち

青いターバンと民族衣装を着用することから青衣の民として知られる。一般にイスラーム世界では女性が全身や顔を衣装で隠す習慣があるが、トゥアレグでは逆に男性が全身そして顔を衣装で覆い、女性は皮膚を露出していることもある。また女系社会でもある。
アメノカルと呼ばれる首長を頂点とする複雑な階層社会を取る。上級階級の混血が進まないようにするための措置とされる。ニジェールでは他の周辺民族の身分制度も含めて差別を禁止する法律が施行されている（実効性は不明）。
キャラバン
タウデニと呼ばれる塩鉱から半年ごとにアザライと呼ばれるキャラバンを行う。

## 関連書籍
- イブン・バットゥータ 『大旅行記』全8巻 イブン・ジュザイイ編、家島彦一訳、平凡社〈平凡社東洋文庫〉、1996-2002年。 - 14世紀のトゥアレグ族についての記述がある。